# Bouregreg
De Bouregreg (Arabisch أبورقراق (abou rāqrāq)) is een 240 km lange Marokkaanse rivier, die de steden Rabat en Salé van elkaar scheidt. De Bou Regreg ontspringt in het Atlasgebergte, op 1627 m hoogte en mondt uit in de Atlantische Oceaan, ten zuiden van Salé en ten noorden van Rabat.
Aan de oevers van de Bouregreg, zowel in Rabat als Salé vind gebiedsontwikkeling plaats om meer toeristen naar de regio te lokken.
- Bibliothèque nationale de France: cb124243904 (data)
- Système universitaire de documentation: 191853984
- Virtual International Authority File: 225148570482524310333